# Солнечное (Амурская область)
Со́лнечное — село в Ивановском районе Амурской области России. Административный центр Приозерного сельсовета.

## География
Село находится на автодороге областного значения «Благовещенск — Белогорск», на расстоянии 37 км (через село Берёзовка) к северу от села Ивановка, административного центра района.
От села Солнечное на юг идёт дорога к селу Надежденское.

## История
В 1966 году решением Амурского облисполкома Совета депутатов трудящихся населённому пункту 1-го отделения Среднебельского совхоза присвоено наименование село Солнечное.

## Население
| 2002 | 2010 | 2012 | 2013 | 2014 | 2015 | 2016 |
| ---- | ---- | ---- | ---- | ---- | ---- | ---- |
| 504  | ↘469 | →469 | ↘452 | ↘430 | ↗435 | ↘429 |
| 2017 | 2018 |      |      |      |      |      |
| ↘409 | ↗412 |      |      |      |      |      |

## Улицы
| - пер. Восточный, - ул. Зелёная, - ул. Комсомольская, - ул. Молодёжная, | - ул. Новая, - ул. Полевая, - ул. Придорожная, - ул. Рабочая, | - ул. Садовая, - ул. Советская, - ул. Центральная, - ул. Школьная. |

## Экономика
Сельскохозяйственные предприятия Ивановского района.